# اندیس سریدون
محدوده معدن سریدون رفسنجان با طول جغرافیایی 55 درجه و 54 دقیقه شرقی و عرض جغرافیایی 29 درجه و 58 دقیقه شمالی، در فاصله، 40 کیلومتري جنوب شهرستان رفسنجان و در 3 کیلومتري شمال شرق معدن سرچشمه رفسنجان واقع شده است. ارتفاع پایینترین نقطه منطقه در حدود 2540 متر و ارتفاع بالاترین نقطه آن در حدود 3110 متر از سطح آبهاي آزاد است.با استناد به مطالعات انجام شده، پیت بهینه انتخاب شده داراي حدود دو میلیارد تن ماده معدنی با متوسط عیار مس 0.47 درصد می باشد. 